# Hải quân Quân Giải phóng Nhân dân Trung Quốc
Hải quân Quân giải phóng Nhân dân Trung Quốc hay Hải quân Trung Quốc (giản thể: 中国人民解放军海军; phồn thể: 中國人民解放軍海軍; Hán-Việt: Trung Quốc Nhân dân Giải phóng quân Hải quân) là lực lượng hải quân của Quân Giải phóng Nhân dân Trung Quốc. Quy mô tổ chức của Hải quân Quân Giải phóng Nhân dân Trung Quốc là cấp Quân chủng trực thuộc Quân ủy Trung ương Trung Quốc thực hiện chức năng quản lý và xây dựng lực lượng hải quân trong thời bình và hiệp đồng phối hợp với các Chiến khu khi tác chiến trong thời chiến.
Trước thập niên 1980, Hải quân Trung Quốc đóng vai trò thứ yếu so với Lục quân. Từ thập niên 1980 đến nay, lực lượng hải quân được Trung Quốc được ưu tiên hiện đại hóa và phát triển nhanh chóng, đến nay bao gồm gần 600 tàu chiến, 35.000 lính Hải quân Biên phòng và 56.000 Thủy quân Lục chiến, cùng 56.000 quân thuộc Lực lượng Không quân Hải quân, với vài trăm chiến đấu cơ trên bờ và các trực thăng trên các chiến hạm. Xét về quy mô thì Hải quân Trung Quốc hiện đứng thứ 2 thế giới (sau Hải quân Hoa Kỳ).

## Lịch sử
Năm 1949, Mao Trạch Đông tuyên bố "Để chống lại bọn đế quốc xâm lược, ta cần có một lực lượng hải quân hùng mạnh". Một năm sau, vào tháng 03 năm 1950, trường Sĩ quan Hải quân được thành lập tại Đại Liên với đa số giảng viên là người Nga. Tháng 09 cùng năm, Hải quân Giải phóng Nhân dân Trung Quốc chính thức thành lập, quân số khởi đầu chọn từ các lực lượng hải quân địa phương trực thuộc Bộ Tổng Tham mưu tại Khương Yển (nay đặt tại Thái Châu, thuộc tỉnh Giang Tô). Lực lượng này thoạt đầu chỉ là một nhóm chiến hạm ô hợp tịch thu của Trung Hoa Quốc Dân đảng, và hai năm sau tăng cường thêm lực lượng không chiến. Giống như tổ chức quân đội chung, các chính ủy đều được đưa vào mỗi chiến hạm để nắm chắc các hạm trưởng.
Đến năm 1954, số cố vấn hải quân Liên Xô tăng lên đến 2.500 người – tỉ lệ một cố vấn Liên Xô cho 30 quân nhân hải quân Trung Quốc – và Liên Xô bắt đầu viện trợ các loại chiến hạm tối tân hơn. Với viện trợ của Liên Xô, năm 1954-1955, Hải quân Trung Quốc tổ chức lại thành ba hạm đội. Các chức vụ và cấp bậc sĩ quan hải quân cũng được thành lập từ đội ngũ sĩ quan lục quân. Ban đầu, việc chế tạo các chiến hạm nhờ vào sự giúp đỡ của Liên Xô, nhưng về sau, Trung Quốc tiến dần từ việc bắt chước chế tạo theo mẫu thiết kế các chiến hạm Liên Xô, đến có thể tự thiết kế và chế tạo chiến hạm các loại. Từng có một thời, quan hệ hai bên mật thiết đến độ có cả bàn tính dự định tổ chức một hạm đội chung cho cả hai lực lượng hải quân Xô-Trung.
Tuy cũng trải qua những biến động chính trị của thập niên 1950 và 1960, Hải quân Trung Quốc không bị ảnh hưởng nặng nề như Lục quân hoặc Không quân. Dưới thời lãnh đạo của Bộ trưởng Quốc phòng Lâm Bưu, Hải quân vẫn được đầu tư khá nhiều trong những năm nghèo đói sau Đại nhảy vọt. Trong Cách mạng Văn hóa, tuy một số chính ủy, tư lệnh đầu não bị truất quyền, và một số lực lượng hải quân được sử dụng để đàn áp cuộc bạo loạn tại Vũ Hán tháng 07 năm 1967, nhưng nói chung Hải quân Trung Quốc ít bị dính líu vào các biến động đang xảy ra trên toàn quốc vào thời điểm đó. Hải quân Trung Quốc vẫn tiếp tục công việc đóng thêm chiến hạm, huấn luyện thủy thủ và tu bổ các hạm đội. Tuy vậy, Hải quân Trung Quốc vẫn chủ yếu là một lực lượng bảo vệ bờ biển, hiếm khi triển khai lực lượng quá 100 dặm tính từ bờ biển.
Đến thập niên 1970, khi ngân sách quốc phòng dành cho hải quân lên đến 20% ngân sách quốc gia, thì Hải quân Trung Quốc phát triển vượt bực. Lực lượng tàu ngầm thông thường tăng vọt từ 35 đến 100 chiếc, các chiến hạm có khả năng bắn tên lửa tăng từ 20 lên đến 200 chiếc, và các chiến hạm loại lớn và các chiến hạm yểm trợ loại tuần dương cũng được chế tạo thêm. Hải quân Trung Quốc cũng đóng thêm tàu ngầm loại xung kích và loại chiến lược phóng tên lửa với động cơ chạy bằng năng lượng hạt nhân. Các tàu ngầm loại này đều có tầm hoạt động rất xa.

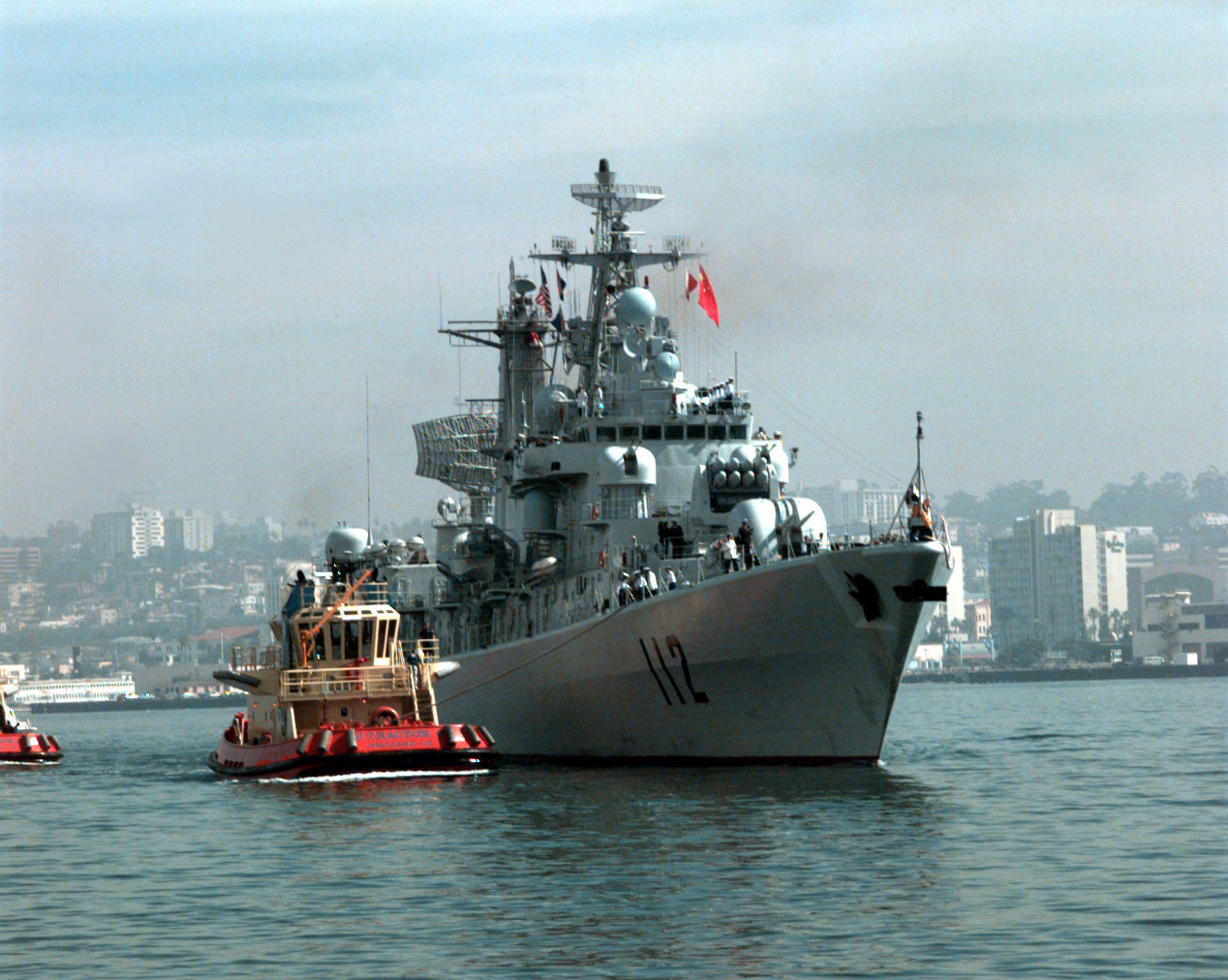
Khu trục hạm Cáp Nhĩ Tân, Soái hạm, Hạm Đội Bắc Hải

Đến thập niên 1980, dưới thời Tư lệnh Lưu Hoa Thanh, Hải quân Trung Quốc trở thành một lực lượng hải quân đáng kể trong khu vực, có khả năng tuần tiễu khá xa lãnh hải. Tuy nhiên, mức độ phát triển có phần chậm hơn thập niên trước đó. Các nỗ lực hiện đại hóa chú trọng nhiều hơn vào trình độ kỹ thuật và học vấn của thủy thủ. Đồng thời, sách lược hành quân biên phòng và cơ cấu lực lượng được chỉnh đốn và đặt trọng tâm vào các hoạt động tuần dương (blue-water operations) hơn tuần duyên (coastal defense), ngoài ra Hải quân Trung Quốc còn đẩy mạnh các chương trình huấn luyện hành quân hỗn hợp giữa các lực lượng tàu ngầm, chiến hạm, hải quân không chiến, và các lực lượng duyên phòng. Bằng chứng cho khả năng hoạt động tầm xa của Hải quân Trung Quốc đã tăng trưởng: (a) cuộc trục vớt một tên lửa liên lục địa (ICBM) năm 1980 do một hạm đội gồm 20 chiến hạm hành quân đến Tây Thái Bình Dương, (b) một số hành quân hải hành dài ngày trên biển Đông (Nam Hải) năm 1984 và 1985, (c) hai chiến hạm Trung Quốc có chuyến thăm giao hữu ba nước thuộc vùng Ấn Độ Dương năm 1985.
Năm 1979, Trung Quốc có hơn 140 tàu tên lửa, 53 tàu hộ tống, 12 khinh hạm, 11 tàu khu trục, 75 tàu ngầm và 15 tàu đổ bộ. Ngay cả khi đó, hầu hết các tàu vẫn ở mức lỗi thời, chỉ được trang bị các tên lửa và cảm biến đời cũ hơn khiến chúng không thể so sánh với các lực lượng hải quân lớn trên thế giới.
Đến thập niên 1980, dưới thời Tư lệnh Lưu Hoa Thanh, Hải quân Trung Quốc trở thành một lực lượng hải quân đáng kể trong khu vực, có khả năng tuần tiễu khá xa lãnh hải. Tuy nhiên, mức độ phát triển có phần chậm hơn thập niên trước đó. Các nỗ lực hiện đại hóa chú trọng nhiều hơn vào trình độ kỹ thuật và học vấn của thủy thủ. Đồng thời, sách lược hành quân biên phòng và cơ cấu lực lượng được chỉnh đốn và đặt trọng tâm vào các hoạt động tuần dương (blue-water operations) hơn tuần duyên (coastal defense), ngoài ra Hải quân Trung Quốc còn đẩy mạnh các chương trình huấn luyện hành quân hỗn hợp giữa các lực lượng tàu ngầm, chiến hạm, hải quân không chiến, và các lực lượng duyên phòng. Bằng chứng cho khả năng hoạt động tầm xa của Hải quân Trung Quốc đã tăng trưởng: (a) cuộc trục vớt một tên lửa liên lục địa (ICBM) năm 1980 do một hạm đội gồm 20 chiến hạm hành quân đến Tây Thái Bình Dương, (b) một số hành quân hải hành dài ngày trên biển Đông (Nam Hải) năm 1984 và 1985, (c) hai chiến hạm Trung Quốc thăm giao hữu ba nước thuộc vùng Ấn Độ Dương năm 1985.
Ngoài việc đẩy mạnh phát triển tầm hoạt động, Hải quân Trung Quốc cũng phát triển thêm về khả năng phóng tên lửa từ các chiến hạm và tàu ngầm. Năm 1982 Hải quân Trung Quốc bắn thử thành công một phi đạn bắn từ tàu ngầm. Hải quân Trung Quốc cũng chế tạo thành công một số tên lửa loại hạm-đối-hạm, hạm-đối-đất, đất-đối-hạm, và không-đối-hạm.

## Hiện đại hóa

### Kế hoạch và ưu tiên chiến lược
Trong vài năm gần đây, Hải quân Trung Quốc trở nên quan trọng vì có sự thay đổi trong tầm nhìn chiến lược của Trung Quốc. Các mối đe dọa chiến lược bao gồm giao tranh với Hoa Kỳ, hoặc tranh chấp với Nhật hay Đài Loan, hoặc giao tranh tại quần đảo Trường Sa. Trong sách lược hiện đại hóa hải quân nói chung, một trong những ưu tiên dài hạn là cải tổ và phát huy Hải quân Trung Quốc thành một Hải quân Viễn dương (远洋海军, blue-water navy).
Đầu những năm 1990, có nhiều nguồn tin cho rằng Hải quân Trung Quốc dự định chế tạo hoặc mua một hàng không mẫu hạm, nhưng ý tưởng này có vẻ không được ưu tiên so với những nhu cầu hiện đại hóa khác. Hầu hết các nhà nghiên cứu tin rằng nếu Trung Quốc không hiện đại hóa cả lực lượng hải quân, thì hàng không mẫu hạm không những có cũng vô dụng, mà còn tốn hao lây vào những chi phí khác của quân đội. Nhận định này có vẻ được sự đồng tình ủng hộ của các nhà lãnh đạo quân sự và chính trị. Năm 1998, Trung Quốc đã mua được hàng không mẫu hạm Varyag hạng Kuznetsov và kéo về cảng Đại Liên, đến năm 2012 họ đã hoàn tất việc tân trang và đưa nó vào hoạt động, chủ yếu dùng để huấn luyện phi công cất cánh và đáp trên biển.
Tháng 6 năm 2005, có nguồn tin trên mạng loan báo Hải quân Trung Quốc dự định sẽ chế tạo một hàng không mẫu hạm trị giá 30 tỉ nhân dân tệ (362 triệu US$), với trọng tải 78.000 tấn và do hãng đóng tàu Giang Nam đóng. Năm 2019, chiếc Hàng không mẫu hạm lớp 002 Sơn Đông với giãn nước tải 67.000 tấn được hạ thủy, đây là chiếc tàu sân bay đầu tiên do Trung Quốc tự đóng trong nước.

### Thay đổi lớn trong thế kỷ 21
Hải quân Trung Quốc đã có bước nhảy vọt về chất lượng trong những năm 1990 khi họ quyết định mua loại khu trục hạm Sovremenny và mua tàu ngầm lớp Kilo của Nga. Các khu trục hạm Sovremenny được trang bị tên lửa chống chiến hạm loại SS-N-22, còn gọi là Tên lửa chống hạm vận tốc vượt âm 3M-80E. Theo các nhà nghiên cứu quốc phòng Tây phương, loại tên lửa này có khả năng tiêu diệt hàng không mẫu hạm, và nhiều chiến hạm trang bị loại tên lửa này đã được Trung Quốc tự đóng thêm.
Kỹ thuật đóng tàu của hải quân Trung Quốc ngày nay đã tiến rất xa qua sự giúp đỡ của Nga, và các khu trục hạm mới nhất của Trung Quốc sử dụng trang bị nội hóa có chất lượng không kém so với tiêu chuẩn phương Tây, với ra đa loại AEGIS và sườn tàu thiết kế kiểu chống ra-đa. Tiêu biểu là khu trục hạm lớp 055 được hạ thủy chiếc đầu tiên vào tháng 6/2017, nó có thể thực hiện phòng không tầm xa, tác chiến chống tàu mặt nước, tác chiến chống máy bay đối phương và cả tác chiến chống ngầm. Lớp Type 055 dài 180 mét, rộng 20 mét, là thiết kế phát triển từ lớp tàu khu trục tên lửa dẫn đường lớp Type 052D Lữ Dương III, nhưng giãn nước đạt tới gần 13.000 tấn. Với kích thước của nó, Bộ Quốc phòng Mỹ đã phân loại Type 055 là tàu tuần dương (CG) chứ không phải là tàu khu trục. Vũ khí chính của Type 055 bao gồm 112 hệ thống phóng thẳng đứng (VLS) có khả năng phóng các loại tên lửa đối không tầm xa, tên lửa chống hạm và tên lửa hành trình tấn công mặt đất, nó được xem là một trong những loại tàu chiến nổi có kích thước lớn và vũ trang mạnh nhất thế giới. Chỉ trong 4 năm (từ 2017 tới 2021), Trung Quốc đã hạ thủy 8 tàu Type 055.

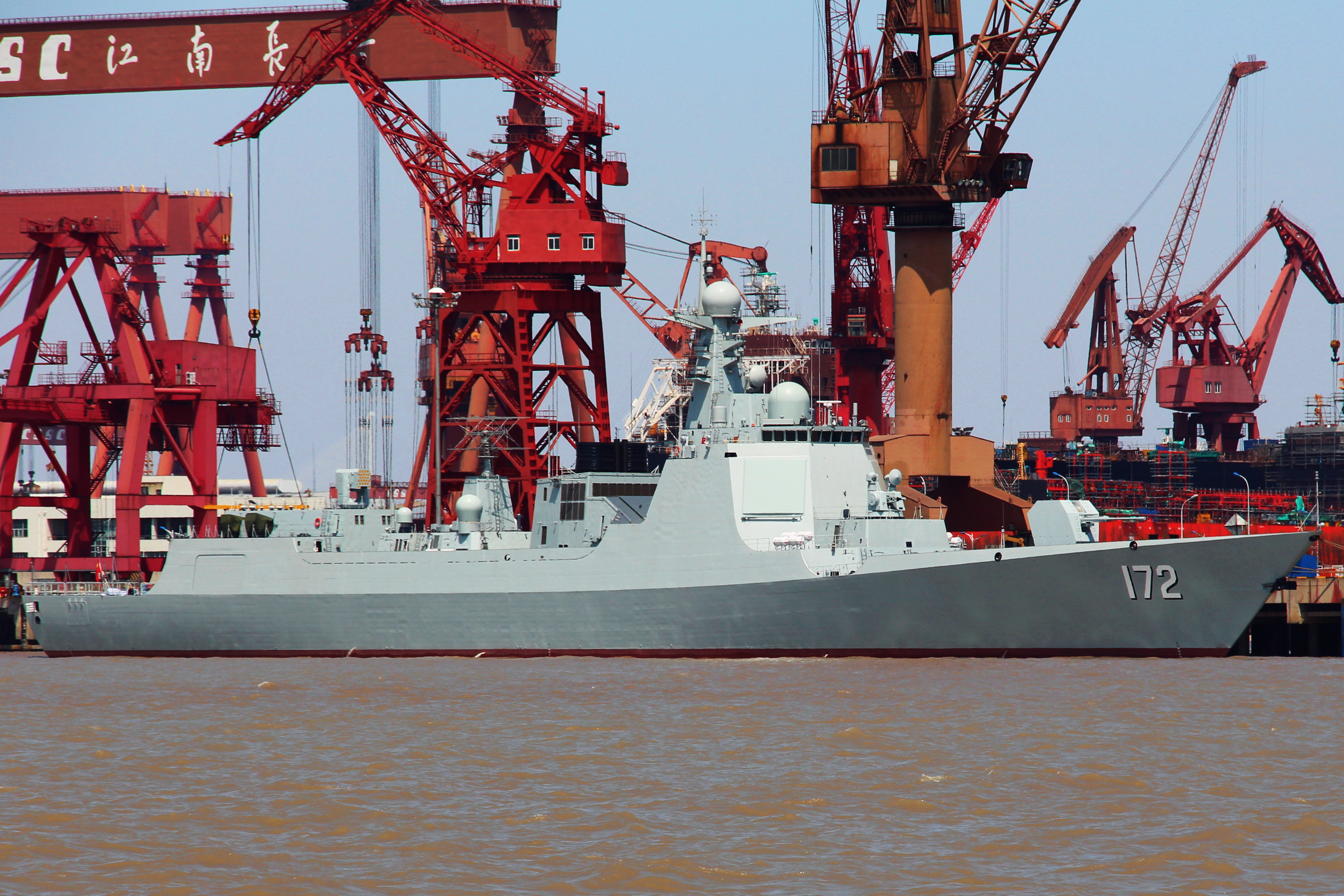
Tàu khu trục Type 052D

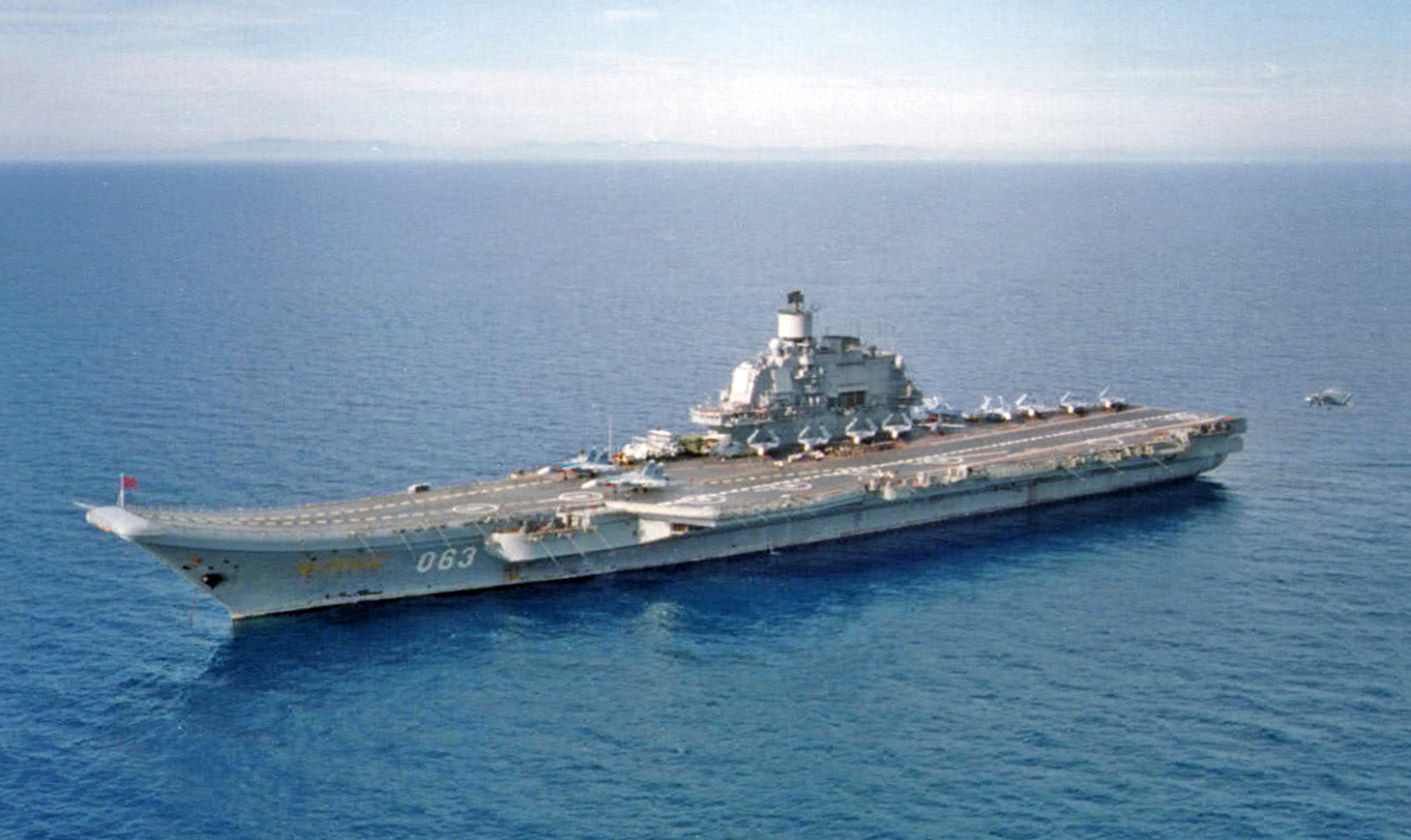
Tàu sân bay lớp Kuznetsov giống như chiếc Type 001 Liêu Ninh

Năm 2018, Hải quân Trung Quốc đã thực hiện các bước tiếp theo để mở rộng kế hoạch sản xuất hàng không mẫu hạm trong nước, đánh dấu sự phát triển nhanh chóng tham vọng hải quân nước xanh của Bắc Kinh. Năm 2020, Trung Quốc đã vận hành hai tàu sân bay với giãn nước mỗi chiếc khoảng 67.000 tấn: Chiếc Type 001 Liêu Ninh được đóng lại từ tàu lớp Kuznetsov được Trung Quốc mua từ Ukraine vào năm 1998; và chiếc tàu sân bay lớp 002 Sơn Đông là tàu sân bay đầu tiên được chế tạo trong nước, được chuyển giao cho Hạm đội Nam Hải vào năm 2019. Ngành đóng tàu của Trung Quốc đã chuẩn bị cho ra đời hàng không mẫu hạm tiếp theo, chiếc Type 003 với giãn nước khoảng 85.000 tấn và máy phóng điện từ, được cho là sẽ đi vào hoạt động năm 2023.
Trung Quốc có kế hoạch triển khai nhiều nhóm tác chiến tàu tàu sân bay (CSG), bao gồm tàu khu trục hạm tàng hình Type 055 mới, tàu khu trục phòng không Type 052D và một số tàu ngầm tấn công để hộ tống các tàu sân bay. Các tàu sân bay này dự kiến sẽ trang bị tiêm kích trên hạm Shenyang FC-31 mới, một máy bay chiến đấu tàng hình thế hệ thứ năm trên tàu sân bay. Trung Quốc được cho là đang có kế hoạch trang bị 6 tàu sân bay vào năm 2035. Một nguồn tin quân sự nói thêm rằng Trung Quốc có kế hoạch trang bị tổng cộng 10 tàu sân bay vào năm 2049.
Trong 11 năm (2008-2019), hải quân Trung Quốc đã đạt được tổng cộng gần 211 triệu giờ công lao động trong ngành đóng tàu và bảo dưỡng tàu, con số này tăng xấp xỉ 5 lần so với khoảng thời gian 11 năm trước đó. Riêng năm 2016, Hải quân Trung Quốc đã đưa 18 tàu chiến cỡ lớn vào hoạt động. Chất lượng tàu của Trung Quốc cũng đã được cải thiện: Theo ghi nhận của tổ chức RAND, hơn 70% hạm đội của Trung Quốc có thể được xếp vào loại hiện đại trong năm 2017, tăng so với mức dưới 50% trong năm 2010.
Hạm đội tàu ngầm của Hải quân Trung Quốc cũng có những bước tiến lớn. Các tàu ngầm lớp Kilo mua của Nga có khả năng hoạt động rất im lặng, và được trang bị hai loại vũ khí mới nhất: tên lửa chống chiến hạm loại 3M-54 Klub (biến thể xuất khẩu tầm bắn 220 km), và tên lửa thủy lôi loại VA-111 Shkval có tốc độ trên 320 km/giờ và tầm hoạt động 7,5 km. Các tàu ngầm loại mới của Hải quân Trung Quốc, kể cả loại Kilo, có thể được trang bị loại động cơ đẩy hoạt động không cần không khí, có nằm chờ rất lâu dưới biển để đột kích kẻ thù. Một số ước tính cho rằng năng lực tấn công tàu sân bay Mỹ của tàu ngầm Trung Quốc đã tăng khoảng hơn 20 lần từ năm 1996 đến năm 2017.
Năm 2020, Hải quân Trung Quốc đã trở thành lực lượng hải quân lớn nhất thế giới với 350 tàu chiến, so với 293 tàu của Hải quân Mỹ. Trong khi Hải quân Mỹ vẫn lớn hơn nhiều về tổng trọng tải tàu, lợi thế đó sẽ sớm bị san bằng do kế hoạch đóng tàu dày đặc của Trung Quốc. Một số chuyên gia nước ngoài đã dự báo đến năm 2035, hải quân Trung Quốc có thể sẽ sở hữu 430 tàu chiến hiện đại, bao gồm 270 tàu cỡ lớn (bao gồm 6 - 7 tàu sân bay) và 160 tàu cỡ nhỏ, chưa kể đến các loại tàu khác như tàu quét ngư lôi, tàu đổ bộ cỡ nhỏ và các tàu phụ trợ. Khi đó, hải quân Trung Quốc sẽ đạt đến quy mô lớn nhất thế giới, bất kể là đánh giá theo tiêu chí nào.

### Hiện đại hóa vũ khí
Trong giai đoạn 1960 - 1980, vũ khí chống hạm của hải quân Trung Quốc chủ yếu được nhập khẩu hoặc sản xuất theo công nghệ mà Liên Xô chuyển giao. Tên lửa chống hạm chủ yếu của Trung Quốc thời kỳ này được chế tạo phỏng theo mẫu tên lửa P-15 Termit của Liên Xô, có tầm bắn 80 km và tốc độ cận âm.
Trong giai đoạn 1980 - 2000, tên lửa chống hạm chủ yếu của Trung Quốc được chế tạo phỏng theo mẫu tên lửa Exocet của Pháp, loại tên lửa này có tầm bắn khoảng 70 – 130 km (tùy theo phiên bản) và tốc độ cận âm. Năm 1997, Trung Quốc cũng nhập khẩu một số tên lửa Kh-31 vận tốc siêu âm của Nga để trang bị cho máy bay cũng như để nghiên cứu.
Từ thập niên 2000 trở đi, việc nghiên cứu chế tạo tên lửa chống hạm của Trung Quốc có bước tiến lớn về chất lượng, dần đạt mức hiện đại trên thế giới. Năm 2020, Trung Quốc có 3 loại tên lửa chống hạm chủ lực:
- YJ-12 là tên lửa hành trình chống hạm vận tốc siêu âm có tầm bắn đạt tới 400 km, vận tốc Mach 3. YJ-12 giống như là 1 phiên bản phóng to của tên lửa Kh-31, nó là một mối đe dọa lớn đối với các tàu chiến hiện đại do tầm xa và tốc độ siêu âm.
- YJ-18 là tên lửa hành trình chống hạm được phỏng theo nguyên mẫu 3M-54 Klub của Nga. Tên lửa đạt tốc độ Mach 0,8 ở giai đoạn bay hành trình đầu và giữa, sau đó phần đầu tên lửa tách ra và tăng tốc độ lên khoảng Mach 2,5-3 ở giai đoạn bay cuối gần 40 km. Giai đoạn bay siêu âm YJ-18 khiến đối phương còn rất ít thời gian để phản ứng với cuộc tấn công. Còn giai đoạn bay dưới âm giúp tiết kiệm nhiên liệu và tăng tầm tấn công. YJ-18 sử dụng hệ dẫn kết hợp quán tính, vệ tinh định vị Bắc Đẩu và đầu tự dẫn radar, mang phần chiến đấu kiểu nổ phá 300 kg hoặc kiểu chống radar/xung điện từ để phá hủy thiết bị điện tử trên tàu đối phương, có tầm bắn 220–540 km. Tín năng của YJ-18 đã gần đạt mức tương đương so với tên lửa 3M-54 Klub hiện đại của Nga.

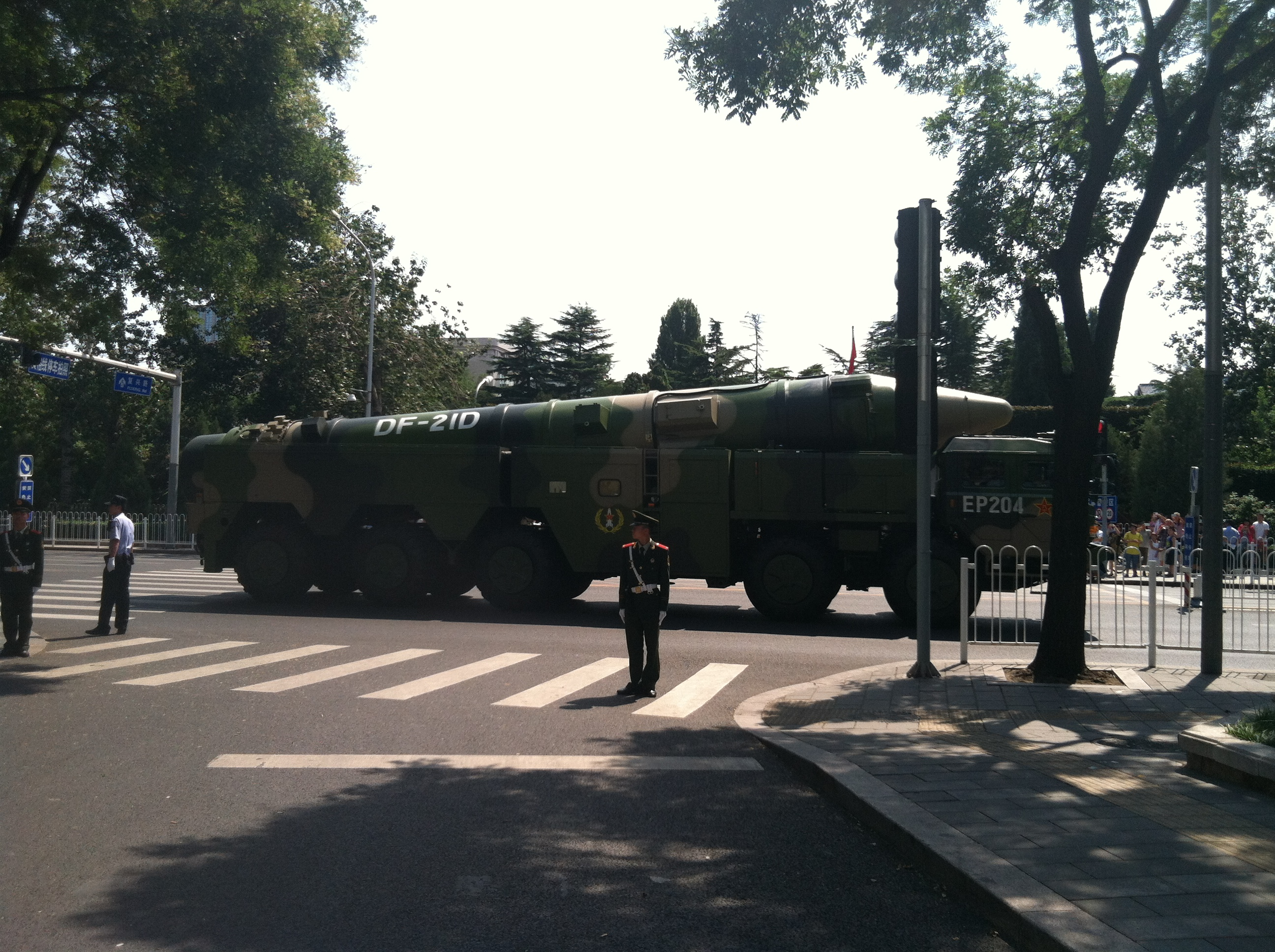
Tên lửa DF-21D

- DF-21 là tên lửa đạn đạo chống hạm phóng từ bệ phóng di động trên mặt đất, có tầm bắn trên 1.500 km, mang đầu đạn nặng khoảng 600 kg. Tên lửa được trang bị đầu dò radar chủ động nên có khả năng tấn công chính xác tàu sân bay đang di chuyển. Với tầm bắn trên 1.500 km của DF-21, Trung Quốc sẽ có khả năng ngăn chặn việc hàng không mẫu hạm của Mỹ tấn công vào lãnh thổ nước này hoặc vào eo biển Đài Loan.[2] Phiên bản cải tiến mới nhất là DF-21D được trang bị thêm nhiều đầu đạn mồi để đánh lừa radar của tàu địch, ngoài ra, đầu đạn của DF-21D có thể lao xuống mục tiêu với tốc độ Mach 10, tương đương 12.000 km/giờ nên rất khó khăn cho việc đánh chặn. Theo truyền thông Mỹ, tới năm 2018, Trung Quốc đã trang bị ít nhất 10 lữ đoàn tên lửa Đông Phong-21 (mỗi lữ đoàn có 6 tiểu đoàn). 60 tiểu đoàn này có thể đồng thời phóng được 360 quả tên lửa đạn đạo DF-21, đủ để thực hiện cuộc tấn công đồng loạt đối với 3 đội tàu sân bay Mỹ (mỗi tàu sân bay sẽ bị tới 120 tên lửa nhắm vào, khiến các hệ thống phòng thủ của đội tàu sân bay Mỹ không kịp đánh chặn hết)[cần dẫn nguồn]. Một giáo sư tại Học viện Hải quân Mỹ đã nhận định rằng với DF-21D, tàu sân bay Mỹ sẽ không còn vị thế độc tôn trên biển như đã từng có kể từ kết thúc Thế chiến II.[3] Năm 2015, Trung Quốc tiếp tục phát triển mẫu DF-26 (Đông Phong-26). So với DF-21, DF-26 có tầm bắn lớn hơn nhiều, ước tính đạt tới 3.000 - 5.000 km. Với tầm bắn này, các bệ phóng ở miền đông Trung Quốc có thể tấn công tàu sân bay Mỹ ở tận căn cứ ở Guam. DF-26 cũng có thể mang đầu đạn nặng tới 1,2 - 1,8 tấn (gấp 2-3 lần so với DF-21D), đủ sức đánh chìm cả 1 tàu sân bay cỡ lớn chỉ với 1-2 quả trúng đích[4]

### Các hoạt động
Theo nguồn tin từ các chuyên gia quân sự Nga (được Interfax-ABN trích dẫn), Hải quân Trung Quốc đang có kế hoạch thành lập 2 hạm đội xuyên đại dương hùng mạnh trước năm 2050 với tên gọi: Kế hoạch Con rồng đỏ (Xích long). Hạm đội này có thể triển khai tác chiến ở bất kỳ khu vực nào trên Thái Bình Dương. Trung Quốc cũng có kế hoạch hiện đại hóa các "hạm đội nước vàng" (hạm đội ven bờ) của họ thành "hạm đội nước sâu" (hạm đội biển khơi) trước năm 2020 với 2 nhiệm vụ "Mạch đảo" nhiệm vụ kiểm soát đến các tuyến chiến lược:
- Mạch đảo thứ nhất: phía Bắc đến Vladivostok (Nga), Hokkaido (bắc Nhật Bản), Nampo (thuộc Hàn Quốc), Ryuku (Trung Quốc gọi là Lưu Câu Kiều, quần đảo Điếu Ngư Đài (Trung Quốc đang tranh chấp với Nhật Bản), Quần đảo Trường Sa của Việt Nam, quần đảo Philippines; các vùng biển Hoàng hải, Đông Hải (tức biển Hoa Đông), Nam Hải (tức Biển Đông) đến eo biển Malacca (Singapore) và quần đảo Indonesia. Trọng điểm của giai đoạn "Mạch đảo thứ nhất" là Biển Đông (Trung Quốc gọi là biển Nam Trung Hoa)
- Mạch đảo thứ hai: phía Bắc đến quần đảo Aleutians (Hoa Kỳ), qua các vùng đảo Kuril (quần đảo đang có sự tranh chấp Nga-Nhật), Mariana, Carolina (thuộc Mỹ) và New Guinea (Bắc Australia). Trọng điểm của giao đoạn "Mạch đảo thứ hai"" là khống chế Hawai và bờ Tây nước Mỹ.

Tháng 9 năm 2005, phát ngôn viên quân sự Bộ Quốc phòng Nhật thông báo một số chiến hạm Hải quân Trung Quốc gồm một tuần dương hạm trọng tải 23.000 tấn, một khu trục hạm hạng Sovremenny trọng tải 7.940 tấn, một hộ tống tên lửa trọng tải 6.000 tấn, hai hải phòng hạm hạng Giang Hồ I (江湖, Jianghu I-class) trọng tải 1.702 tấn đã có mặt tại khu dầu khí Chunxiao (người Nhật gọi Shirakaba). Đây là nơi từng xảy ra tranh chấp gay gắt giữa Trung Quốc và Nhật.
Từ ngày 16 đến ngày 23 tháng 11 năm 2007, Hải quân Trung Quốc tập trận tại khu vực Quần đảo Hoàng Sa. Chính phủ nước Cộng hòa Xã hội chủ nghĩa Việt Nam chính thức phản đối hoạt động này, do phía Trung Quốc đã không tôn trọng bộ Quy tắc ứng xử Biển Đông, và khu vực này thuộc lãnh hải của nước Cộng hòa Xã hội chủ nghĩa Việt Nam.

#### Hoạt động trong biển Đông
Từ ngày 16 đến ngày 23 tháng 11 năm 2007, Hải quân Trung Quốc tập trận tại khu vực Quần đảo Hoàng Sa. Chính phủ nước Cộng hòa Xã hội chủ nghĩa Việt Nam chính thức phản đối hoạt động này, do phía Trung Quốc đã không tôn trọng bộ Quy tắc ứng xử Biển Đông, và khu vực này thuộc lãnh hải của nước Cộng hòa Xã hội chủ nghĩa Việt Nam.
Hải quân Trung Quốc đã có những hành động mà phía Việt Nam cho là gây hấn như: bắt giữ các tàu cá của ngư dân, thậm chí bắn vào tàu đánh cá của ngư dân Việt Nam làm vỡ tàu, chết người trên vùng biển thuộc chủ quyền của Việt Nam, đồng thời tịch thu toàn bộ phương tiện đánh bắt cá và sản phẩm đánh bắt của ngư dân Việt Nam rồi đưa ra tòa phạt vi cảnh, hoặc cho tàu cản trở hoạt động của Tập đoàn Dầu khí quốc gia Việt Nam..

## Lãnh đạo hiện nay
- Tư lệnh: Đô đốc Đổng Quân
- Chính ủy: Đô đốc Tần Sinh Tường
- Tham mưu trưởng: Phó Đô đốc Trương Văn Đán

## Lãnh đạo qua các thời kỳ
| Tư lệnh 1. Đại tướng Tiêu Kính Quang（1/1950—1/1980） 2. Diệp Phi（1/1980—8/1982） 3. Đô đốc Lưu Hoa Thanh（8/1982—1/1988） 4. Đô đốc Trương Liên Trung（1/1988—11/1996） 5. Đô đốc Thạch Vân Sinh（11/1996—6/2003） 6. Đô đốc Trương Định Phát（6/2003—8/2006） 7. Đô đốc Ngô Thắng Lợi（8/2006—1/2017） 8. Phó Đô đốc Thẩm Kim Long (1/2017—8/2021) | Chính ủy 1. Thượng tướng Tô Chấn Hoa（2/1957—1/1967） 2. Lý Tác Bằng（5/1967—9/1971, Chính ủy đệ Nhất） - Vương Hoàng Khôn（5/1966—10/1977，Chính ủy đệ Nhị） 3. Tô Chấn Hoa（3/1973—2/1979，Chính ủy đệ Nhất) - Đỗ Nghĩa Đức（10/1977—1/1980，Chính ủy đệ Nhị） 4. Hiệp Phi（2/1979—1/1980） 5. Đô đốc Lý Diệu Văn（10/1980—4/1990） 6. Đô đốc Ngụy Kim Sơn（4/1990—12/1993） 7. Đô đốc Chu Khôn Nhân（12/1993—7/1995） 8. Đô đốc Dương Hoài Khánh（7/1995—6/2003） 9. Đô đốc Hồ Ngạn Lâm（6/2003—7/2008） 10. Đô đốc Lưu Hiểu Giang（7/2008—12/2014） 11. Đô đốc Miêu Hoa（12/2014—9/2017) 12. Trung tướng Tần Sinh Tường（9/2017—nay） |

## Các hạm đội
Lực lượng tác chiến của Hải quân Trung Quốc có ba hạm đội:
Hạm đội Bắc Hải
Bộ Tư lệnh Hạm đội đặt tại Thanh Đảo thuộc tỉnh Sơn Đông. Hạm đội này có khu vực trách nhiệm vùng vịnh Bột Hải và Hoàng Hải. Soái hạm của hạm đội nầy là khu trục hạm Cáp Nhĩ Tân, thuộc loại trang bị tên lửa có điều khiển (guided-missile destroyer - DDG).
Hạm đội Đông Hải
Bộ Tư lệnh Hạm đội đặt tại Ninh Ba, thuộc tỉnh Chiết Giang. Hạm đội nầy có khu vực trách nhiệm vùng Đông Hải. Soái hạm là tuần dương hạm J302 Sùng Minh Đảo.
Hạm đội Nam Hải
Bộ Tư lệnh Hạm đội đặt tại Trạm Giang thuộc tỉnh Quảng Đông. Hạm đội nầy có trách nhiệm kiểm soát vùng Nam Hải. Soái hạm là tuần dương hạm AOR/AK 953 Nam Xương. Hạm đội Nam Hải là lực lượng trực tiếp giao tranh với Hải quân Việt Nam trong những cuộc tranh chấp lãnh hải vào các thập niên 1970 và 1980.

## Trang bị (năm 2020)

### Tàu sân bay
- 1 Hàng không mẫu hạm Liêu Ninh
- 1 Hàng không mẫu hạm lớp 002 Sơn Đông
- 1 Hàng không mẫu hạm lớp 003 Phúc Kiến

### Khu trục hạm (Destroyer)
- 4 Khu trục hạm 956/ 956EM Hạng Sovremenny[liên kết hỏng]; Trọng tải 7.940 tấn
- 1 Khu trục hạm 051B hạng Luhai (Lữ Hải); Trọng tải 6.100 tấn
- 2 Khu trục hạm 051C hạng Luzhou (Lữ châu):Trọng tải 7.100 tấn
- 2 Khu trục hạm 052B hạng Luyang (Lữ Dương): Trọng tải 6.500 tấn
- 6 Khu trục hạm 052C hạng Luyang II (Lữ Dương 2): Trọng tải 6.500 tấn
- 15 Khu trục hạm 052D hạng Luyang III (Lữ Dương 3): Trọng tải 7.500 tấn
- 5 Khu trục hạm 055 hạng Renhai: Trọng tải 13.000 tấn
- Tổng cộng: 35 chiếc

### Khinh hạm (Frigate)
- 2 tàu Loại 052 hạng Luhu (Lữ Hộ); Trọng tải: 4800 tấn
- 2 tàu Loại 054 Lớp Jiangkai I (Giang Khải I), Trọng tải: 4300 tấn
- 30 tàu Loại 054A Lớp Jiangkai II (Giang Khải II), Trọng tải: 4200 tấn
- 7 tàu Loại 053H3 Lớp 	Jiangwei II (Giang Vệ II), Trọng tải: 2400 tấn
- 7 tàu Loại 053H1/H1G Lớp Jianghu (Giang Hộ), Trọng tải: 2000 tấn
- Tổng cộng: 48 chiếc

### Tàu hộ vệ tên lửa (Corvette)
- 22 tàu Loại 056 Trọng tải: 1.500 tấn
- 40 tàu Loại 056A Trọng tải: 1.500 tấn
- Tổng cộng: 62 chiếc

### Tàu tên lửa cỡ nhỏ (Guided Missile Boats)
- 6 tàu Loại 037-II Lớp Houjian Trọng tải 520 tấn
- 9 tàu Loại 037IG Houxin (Hậu Tần) trọng tải 478 tấn
- 83 tàu Loại 022 Lớp Houbei (Hồ bắc) Trọng tải 220 tấn
- tổng số: 98

### SSBN (Ballistic Missile Nuclear Submarine)
- - Loại 092 - Lớp Hạ Xia-class – 01 chiếc, trọng tải 8.000 tấn
  - Loại 094 - Lớp Tấn Jin-class – 06 chiếc, trọng tải 11.000 tấn

### SSN (Nuclear Attack Submarine)
- - Loại 091 - Lớp Hán Han-class – 03 chiếc, trọng tải 5.500 tấn
  - Loại 093 - Lớp Thương Shang-class – 09 chiếc, trọng tải 7.000 tấn

### SSK (Diesel-Electric Attack Submarine)
- - Loại 039 - Lớp Tống Song-class – 13 chiếc, gồm: 01 tàu loại 039 số hiệu 320 (dừng hoạt động năm 1998); 03 tàu loại 039G (314, 321 và 322); 10 tàu loại 039G1 (315, 316, 318, 323, 324, 325, 327,…).
  - Lớp Kilo – 12 chiếc, gồm: 02 tàu loại 877EKM (số hiệu: 364, 365); 02 tàu loại 636 (số hiệu: 366, 367); 08 tàu loại 636M – (số hiệu: 368, 369, 370, 371, 372, 373, 374, 375).
  - Loại 041 - Lớp Nguyên Yuan-class – 20 chiếc (số hiệu: 330,...).
- Loại 031 -Lớp Golf -1 chiếc
  - Loại 033 - Lớp Romeo Romeo-class – 06 chiếc.
  - Loại 035G - Lớp Minh Ming-class – 12 chiếc.
- SSG (Guided Missile Submarine) – phát triển từ loại 033 - 01 chiếc.
- DSRV (Salvage Submarine) – 01 chiếc.

Trong nhiều tài liệu, tư liệu về Hải quân Trung Quốc trên phương tiện truyền thông, việc bố trí và số lượng các tàu ngầm của Hạm đội Đông Hải và Hạm đội Nam Hải hoàn toàn không thể hiện.

### Tàu đổ bộ
- LST
  - Loại 072 - Lớp Vũ Khang (Yukan) – 07 chiếc.
  - Loại 072-II - Lớp Vũ Đình (Yuting) – 11 chiếc.
  - Loại 072-III - Lớp Vũ Đình (Yuting) – 08 chiếc.
  - Lớp Sơn (Shan) LST-1 – 03 chiếc.
- LSM
  - Loại 073-II - Lớp Vũ Đảo (Yudao) – 01 chiếc.
  - Loại 073-III - Lớp Vũ Đăng (Yudeng) – 01 chiếc.
- APA (attack transport)
  - Lớp Hùng Sa (Qiongsha) – 04 chiếc.
  - Lớp Hùng Sa (Qiongsha AH) – 02 chiếc.
- Loại 071 (LPD): 07 chiếc
- Loại 075: đang đóng